# Kores
Kores ist ein weltweit tätiger Büroartikelhersteller unter dem Dach der schweizerischen Kores Holding Zug AG, dessen Ursprünge im Jahr 1887 in Österreich liegen.

## Geschichte
Kores wurde von Wilhelm Koreska im Jahr 1887 als Hersteller von Kohlepapier in Wien gegründet. Im Jahr 1901 entstand das erste Werk in der Hernalser Wattgasse. Im Jahr 1912 begann Koreska mit der Produktion von Farbbändern für Schreibmaschinen. Nach dem Ersten Weltkrieg begannen seine beiden Söhne Wilhelm junior und Robert mit der Internationalisierung des Unternehmens. Mit Beginn des Zweiten Weltkrieges existierten so neben Werken in Wien und Berlin auch eines in Sofia (Bulgarien), Shanghai und eines in Kairo. Während des Krieges wurde auch ein Werk in Barcelona in Spanien aufgebaut. Auch nach dem Krieg setzte sich die Expansion außerhalb der österreichischen Grenzen fort. So wurde 1949 in Mexiko ein Werk errichtet.
Im Jahr 1951 wurde die Marke Radex registriert. In Wien wurde das Klebeband Tixo entwickelt und in einem eigenen Werk in Wien-Liesing bis 1985 erzeugt, bis die Marke an die deutsche Beiersdorf AG verkauft und das Werk in Liesing geschlossen wurde. Im Jahr 1971 gründeten Robert und Peter Koreska die Kores Holding Zug AG in der Schweiz. 1987 wurde Kores Central Europe gegründet.
Ab 1990 wurden in Barcelona Klebestifte und ab 1992 flüssige Kleber hergestellt. Produkte von Kores werden in über 70 Ländern verkauft.

## Standorte
- Hauptstandort
  - Zug, Schweiz (Kores Holding Zug AG)[1]
- Produktionen
  - Mexiko
  - Prag
- Verkaufszentralen
  - Kores CE (Wien) – Europa, Russland & GUS, Naher Osten, Afrika, China & Asien-Pazifik, Südamerika
  - Kores Prag – Tschechien
  - Kores Deutschland (Rommerskirchen)
  - Kores Mexico (Mexiko-Stadt) – Nord- & Mittelamerika, Karibik
  - Kores Venezuela
  - Kores Kolumbien